# Sete Céus (Lisboa)
Bairro dos Sete Céus é um bairro da cidade de Lisboa, essencialmente, construído e habitado por portugueses que regressaram das ex-colónias, denominados popularmente de retornados.

## História
O bairro nasceu como uma construção ilegal, na medida em que a Câmara Municipal de Lisboa autorizou a construção de habitações após o 25 de Abril de 1974. Contudo, uma parte do terreno em que foi autorizada a construção pertencia a um dono particular. Anos mais tarde, este proprietário viria a ser desapropriado do terreno, com a justificação de que os seus herdeiros nunca teriam pago impostos. A questão é que nessa altura os moradores do bairro que haviam aí construído casas já estavam a pagar esses mesmos impostos.
Há vários anos que os moradores tentam legalizar as habitações, seguindo as ordens da Câmara, que vão desde a mudança de cor das moradias, à colocação de mais plantas. Apesar de o bairro já ter sido construído há mais de 30 anos, ainda não foi legalizado.
Em Fevereiro de 2012 iniciou o processo de participação preventiva do Plano de Pormenor do Bairro dos Sete Céus, sendo que os Termos de Referência estão disponibilizados publicamente pela Câmara Municipal de Lisboa.